# اچ‌ام‌اس فیرلس (اچ۶۷)
اچ‌ام‌اس فیرلس (اچ۶۷) (به انگلیسی: HMS Fearless (H67)) یک کشتی بود که طول آن ۳۲۹ فوت (۱۰۰ متر) بود. این کشتی در سال ۱۹۳۴ ساخته شد.